# The French Angel
Maurice Marie Joseph Tillet (ur. 23 października 1903 na Uralu, zm. 4 września 1954 w Justice) – francuski wrestler lepiej znany pod swoim pseudonimem ringowym jako The French Angel. Słynął ze swojego nietypowego wyglądu, wynikającego z akromegalii. Wielu wrestlerów naśladowało jego gimmick w latach 40. XX wieku.

## Życiorys
Urodził się na Uralu w Rosji jako Maurice Marie Joseph Tillet. Jego rodzice byli Francuzami – matka nauczycielką, a ojciec inżynierem kolejowym. W młodości był szczupłym, dobrze zbudowanym blondynem, więc przyjaciele i rodzina nazywali go Aniołem. Jego ojciec umarł, gdy Maurice Tillet był jeszcze dzieckiem. Gdy w 1917 rozpoczęła się rewolucja październikowa, wyjechał razem z matką do Francji. W wieku 17 lat zauważył u siebie opuchliznę na dłoniach, stopach i głowie. Lekarze zdiagnozowali u niego akromegalię.  
W młodości przez pięć lat służył we francuskiej marynarce wojennej, Marine Nationale, jako inżynier na krążownikach, torpedowcach i okrętach podwodnych.
W lutym 1937, gdy był w Singapurze, poznał wrestlera Karla Pojello, który przekonał go, że wrestling to droga do bogactwa i zajął się jego treningiem w Paryżu.
Przed II wojną światową walczył w Anglii i Francji pod pseudonimem The Angel. W 1939 wyjechał do Stanów Zjednoczonych. Promotor wrestlingu z Bostonu, Paul Bowser zatrudnił go w 1940 i nadał mu pseudonim The French Angel (ang. Francuski Anioł). Karl Pojello został jego menedżerem.
W Stanach Zjednoczonych stał się jednym z popularniejszych wrestlerów. Był łatwo rozpoznawalny dzięki swojemu nietypowemu wyglądowi, efektowi akromegalii. Gazety porównywały go do potwora. Na przykład „St. Louis Post-Dispatch” w latach 40. nazwała go zniekształconym okazem męskości, a jego głowę opisała jako dużą, ohydną, budzącą grozę u kobiet i mogącą przestraszyć nawet Borisa Karloffa. Konferansjerzy i media nadały mu również pseudonimy najbrzydszy człowiek świata, wybryk natury i ludzka potworność. W 1940 został zważony i zmierzony na Uniwersytecie Harvarda przez profesora antropologii fizycznej, Earnesta Hootona. Tillet miał 177 cm wzrostu i ważył 125 kg.

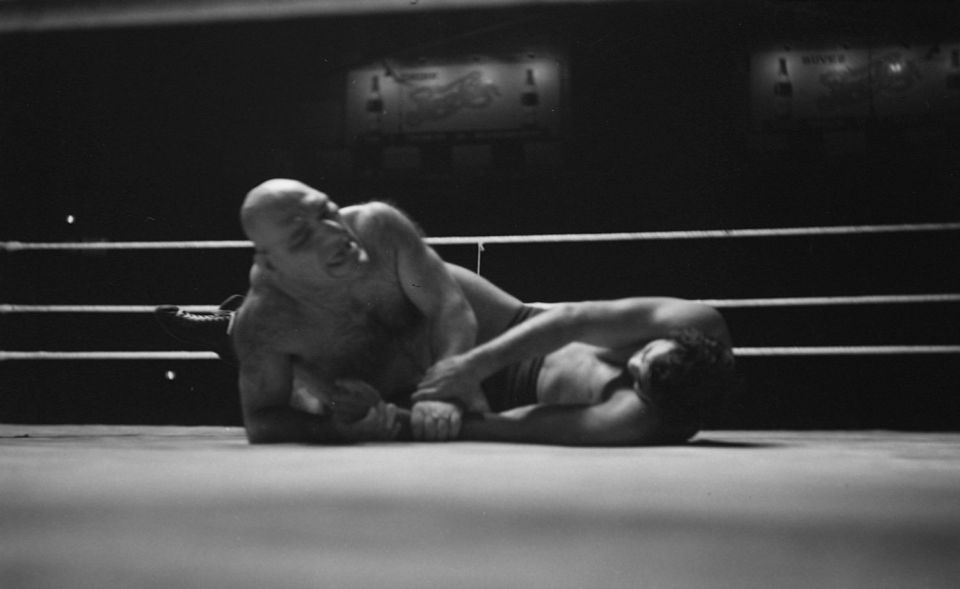
The French Angel (z lewej) w ringu z Lou Theszem (z prawej) 14 sierpnia 1940

Pokonywał wrestlerów kreowanych w latach 40. na największych i najlepszych, takich jak Ed Lewis, Man Mountain Dean, Joe Savoldi i Lou Thesz. W pewnym momencie swojej kariery był niepokonany przez 19 miesięcy. Jego ulubionym chwytem wykańczającym był Bear hug. Od maja 1940 do maja 1942 posiadał bostońską wersję mistrzostwa świata we wrestlingu, a później jeszcze przez kilka tygodni w 1944. Wiosną 1942 zdobył montrealską wersję mistrzostwa świata. Gdy w 1945 jego zdrowie zaczęło się pogarszać, częściej przegrywał, pomagając wykreować nowe gwiazdy wrestlingu. Ostatnią walkę stoczył 14 lutego 1953 w Singapurze.
Zmarł na zawał mięśnia sercowego 4 września 1954 w szpitalu w Justice w stanie Illinois. Został pochowany na pobliskim cmentarzu Lithuanian National Cemetery.

## Dziedzictwo

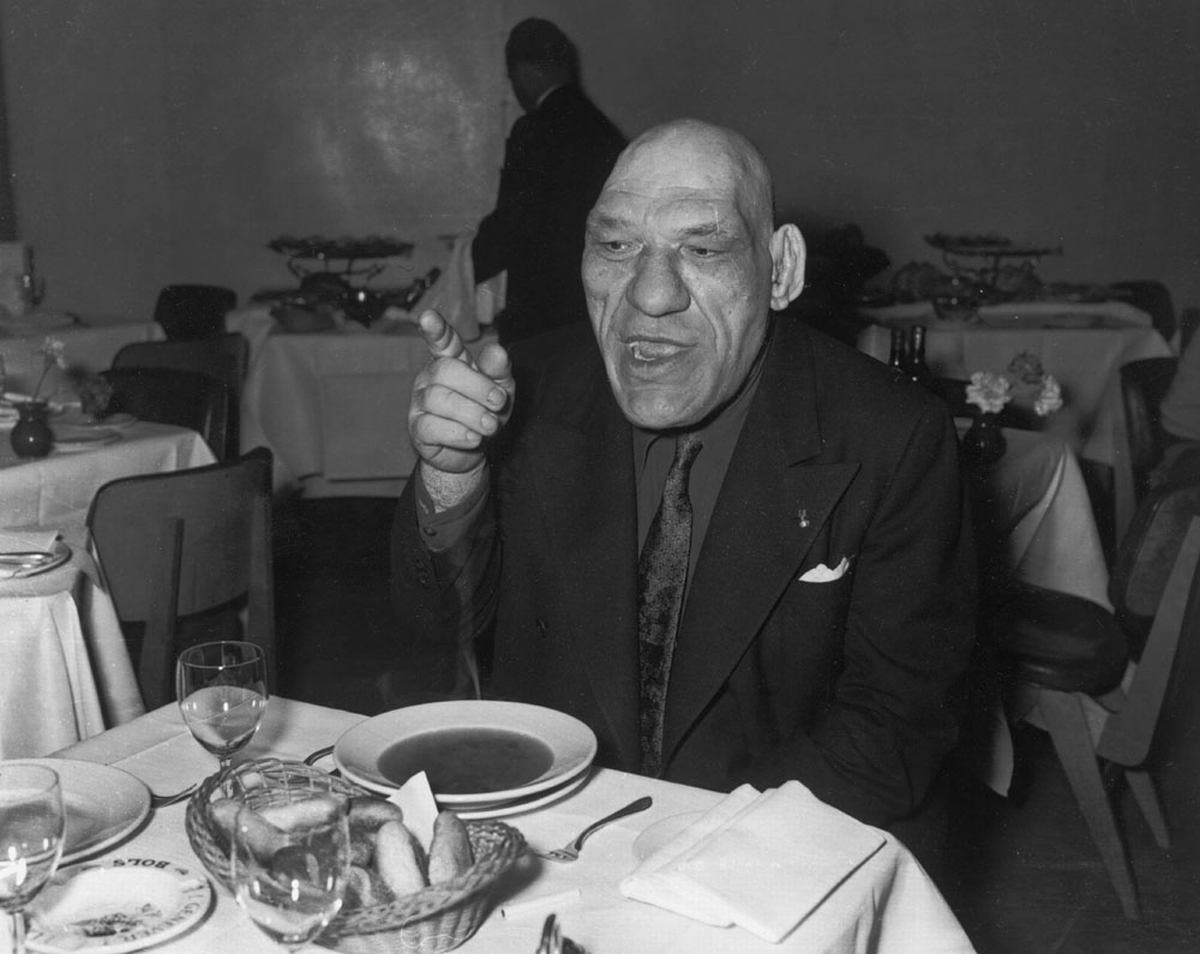
The French Angel w 1953

Jego popularność sprawiła, że wielu wrestlerów zaczęło używać pseudonimu Anioł, często poprzedzając go nazwą narodowości. Wielu z nich chciało się przy tym upodobnić do Maurice'a Tilleta i kreowało się na potwornie wyglądających. Przykładami wrestlerów o pseudonimach Angel są: Super Swedish Angel Tor Johnson, Polish Angel Wladislaw Tulin, Russian Angel Tony Angelo, Canadian Angel Jack Rush, Czech Angel Stan Pinto, Irish Angel Clive Welsh, Golden Angel Jack Falk, Black Angel Gil Guerrero i Lady Angel Jean Noble.
Na wyglądzie The French Angela wzorowana była podobno postać Shreka, która po raz pierwszy pojawiła się w filmie z 2001.

## Mistrzostwa i osiągnięcia
- American Wrestling Association
  - AWA World Heavyweight Championship (2 razy)[7]
- Inne mistrzostwa
  - Montreal World Championship (1 raz)
- Professional Wrestling Hall of Fame and Museum
  - Wprowadzony w 2012[1]